# Джеронімо: Американська легенда
Джеронімо: Американська легенда (англ. Geronimo: An American Legend) — американський кінофільм режисера Волтера Гілла із Весом Стюді, Джейсоном Патріком, Робертом Дювалем, Меттом Деймоном у головних ролях. Прем'єра кінофільму відбулася в США 10 грудня 1993 року.

## Сюжет
Брітан Девіс розповідає про те, як він у віці 21 року при званні молодшого лейтенанта армії США брав участь у кампанії «Джеронімо» 1886 року.
Апачі були останнім з племен, що чинили опір армії США й резервації. Армія під керівництвом генерала Джорджа Крука отримала наказ знищити табори чірокава (одного з племен апачі) біля мексиканського кордону. Коли решта апачі були готові здатися, воїн, якого мексиканці прозвали Джеронімо, продовжував тягнути час. Старший лейтенант Чарльз Гейтвуд, що вивчив життя апачей, мав супроводжувати Джеронімо до Сан-Карлосу. По дорозі вони зустріли шерифа, який наполягав на тому, щоб розстріляти апачей, а не дозволяти жити їм в резервації. Гейтвуд не допустив цього й за це Джеронімо подарував йому надзвичайно важливу для апачей річ — блакитний камінь.
Апачі було заборонено залишати зону резервації й пити алкоголь. Деякі з них стали вирощувати кукурудзяне зерно, та не могли себе прогодувати. Шамани продовжували закликати решту до непокори. Після того, як одного з шаманів вбили, Джеронімо із одноплемінниками втекли з резервації. Їх переслідували 5 загонів американської армії.
Після того, як кампанія провалилася, генерал Крук подав у відставку, на його місце назначили Нельсона Майлза. Після п'яти місяців пошуків Майлз звернувся до Гейтвуда, щоб той знайшов Джеронімо й вмовив його повернутися до резервації. Майлз не збирався виконувати своїх обіцянок перед апачі. Зрештою, через деякий час апачі загинули б від рук мексиканців, із якими вони також воювали, та політична ситуація в США вимагала результативності від армії.
Чарльз Гейтвуд, Брітан Девіс, містер Сібер і апачі Чато вирушили на пошуки Джеронімо. Містер Сібер, що отримав 17 поранень за час війни з апачі, був зачарований цим племенем так само, як і Гейтвуд, та він ненавидів апачей і не жалкував вбивати їх. Разом вони натрапили на спалене поселення індіанського племені ягуї. За десять днів вони вистежили техасців, які вбивали індіанців заради грошей. У сутичці з ними містера Сібера було вбито.
Невдовзі Гейтвуд і Чато натрапили на загін Джеронімо. Гейтвуд домовився із ним про мир і віддав апачі свого натільного хрестика.
4 вересня 1886 року Джеронімо й 36 апачі здалися генералу Майлзу. Лейтенанту Гейтвуду не надали жодних нагород, всіх розвідників і воїнів чірокава відправили у в'язницю, решту — в резервацію. Не погоджуючись з такою позицією американської армії, лейтенант Девіс написав рапорт про відставку. Джеронімо прожив ще 22 роки в статусі військовополоненого.

## У головних ролях
- Вес Стьюді — Джеронімо;
- Джейсон Патрік — старший лейтенант Чарльз Гейтвуд;
- Роберт Дюваль — містер Сібер;
- Джин Гекмен — генерал Джордж Крук;
- Метт Деймон — молодший лейтенант Бріттон Девіс;
- Патто Гоффман — Мрійник;
- Кевін Тай — бригадний генерал Нельсон Майлз;
- Стів Рівіс — Чато;
- Скотт Вілсон — Редондо;
- Джон Фінн — капітан Гентіг;
- Джим Бівер — офіцер;

## Нагороди

### Номінації
- 1993 — Оскар — номінація «Найкращий звук».[3]

## Факти
- В інтерв'ю режисер фільму Волтер Гілл зазначав, що йому ніколи не подобалася назва фільму, оскільки на його думку ця стрічка не про Джеронімо, а про чоловіка, що спіймав лідера апачів. Також він заявив, що був змушений скоротити первинну версію фільму на 12 хвилин.[4]
- Зйомки кінофільму відбувалися в Юті, місті Тусон (Аризона) та в Калвер-Сіті (Каліфорнія).